# Red Notice
Red Notice je americká akční komedie z roku 2021, kterou napsal a režíroval Rawson Marshall Thurber. V hlavních rolích se představil Dwayne Johnson jako agent FBI a Ryan Reynolds a Gal Gadotová jako zloději umění. Film měl být původně vydán společností Universal Studios, ale distribuční práva získal Netflix. Uvedení filmu v kinech bylo zahájeno 5. listopadu 2021 a o týden později v digitální formě.
Film získal obecně negativní recenze od kritiků, kteří chválili výkony herců s humorem a kinematografií, ale kritizoval děj a scénář. Film se zároveň stal nejnavštěvovanějším filmem za svůj debutový víkend na Netflixu a zároveň nejsledovanějším filmem během 28 dnů od uvedení na platformě. Stal se také 5. nejstreamovanějším filmovým titulem roku 2021.
Ve vývoji jsou dvě pokračování filmu s identickým obsazením.

## Děj
Před dvěma tisíci lety daroval římský vojevůdce Marcus Antonius egyptské královně Kleopatře tři vejce zdobená drahokamy jako svatební dar symbolizující jeho oddanost. Vejce se během staletí ztratí, dokud v roce 1907 nenajde dvě farmář, ale třetí je pořád ztraceno.
V roce 2021 je zvláštní agent FBI John Hartley, pověřen, aby pomáhal agentce Interpolu Urvashi Dasové při vyšetřování možné krádeže jednoho z vajec vystavených v Museo Nazionale di Castel Sant'Angelo v Římě. Šéf bezpečnosti muzea obavy odmítá, ale Hartley odhalí, že vystavené vejce je padělek a skutečné vejce bylo ukradeno. Než je však místnost uzavřena, mezinárodní zloděj Nolan Booth s pravým vejcem uteče. Uteče do svého domova na Bali, kde ale najde Hartleyho spolu s Dasovou a úderným týmem Interpolu. Zatknou Bootha a vezmou vejce do vazby. Aniž by to kdokoli  tušil, Boothova hlavní konkurence, Sarah Black s přezdívkou Bishop, převlečená za jednoho z členů útočného týmu, zamění skutečné vejce za padělek. Další den nechá Dasová zatknout Hartleyho do odlehlého ruského vězení jako Bootha, protože věří, že je za krádež zodpovědný.
Krátce po příjezdu Blackové, navrhne Boothovi, aby spolupracovali na nalezení třetího vejce, protože Booth ví o jeho umístění. Booth její skromnou nabídku odmítne. Hartley navrhuje, aby on a Booth spolupracovali, aby ji porazili. Pokud mu Booth pomůže ji uvěznit, Booth zaujme jeho místo jako číslo jedna ve světě zlodějů umění. Dvojice uteče z vězení a zamíří do Valencie ukrást druhé vejce, které vlastní obchodník se zbraněmi Sotto Voce, který pořádá maškarní ples. Tam narazí dvojice na Blackovou, který ho také hodlá ukrást. Všichni tři dorazí do Voceova trezoru, kde Hartley a Booth bojují s Blackovou. Voce dorazí se svojí ochrankou, a Blacková odhalí, že pracuje s Vocem.
Voce a Blacková mučí Hartleyho, dokud Booth neodhalí umístění třetího vejce. Blacková přelstí Voceho a odjede do Egypta, kde Booth tvrdí, že vejce je. Poté, co Booth opustí Valencii, prozradí Hartleymu, že vejce je ve skutečnosti v Argentině, místě, které zná jen on, protože bylo napsáno na hodinkách jeho zesnulého otce, které kdysi patřily osobnímu kurátorovi umění Adolfa Hitlera Rudolphu Zeichovi. Dvojice prohledává argentinskou džungli, kde najdou tajný bunkr. Uvnitř je nespočet nacistických artefaktů, mezi nimi i třetí vejce. Z ničeho nic se zjeví Blacková, která přijede ukrást vejce, ale je přerušen Dasovou a jejím týmem místní policie. Hartley, Booth a Blacková uniknou, ale Dasová je pronásleduje. Skupina vyjede blízko vrcholu vodopádu, kde skočí do jezera pod ním. Booth plave na břeh s vejcem, kde ale zjistí, že Hartley a Blacková jsou ve skutečnosti partneři. Booth se vzdá vejce a Hartley ho sváže.
V Káhiře Hartley a Blacková doručí tři vejce egyptskému miliardáři, včas na svatbu jeho dcery. Svatbu následně přeruší Dasová, která zatkne nevěstu a jejího otce.
O šest měsíců později se Hartley a Blacková znovu setkají s Boothem, který je informuje, že řekl Dasové o jejich účtu na Kajmanských ostrovech obsahujícím 300 milionů dolarů, které Dasová zmrazila a zanechala dvojici bez peněz. Booth prozradí, že Interpol je na cestě je zajmout, ale nabízí jim šanci utéct, pokud mu pomohou s novou loupeží, která vyžaduje tři jednotlivce. Hartley a Blacková souhlasí a spolu s Boothem utečou.

## Obsazení
- Dwayne Johnson jako John Hartley
- Ryan Reynolds jako Nolan Booth
- Gal Gadotová jako Sarah Black / Bishop
- Chris Diamantopoulos jako Sotto Voce
- Ritu Arya jako komisařka Urvashi Das
- Ivan Mbakop jako Tambwe
- Vincenzo Amato jako ředitel Gallo

Dále, Daniel Bernhardt jako Drago Grande, a zpěvák Ed Sheeran, který si zahrál sám sebe.

## Vydání filmu

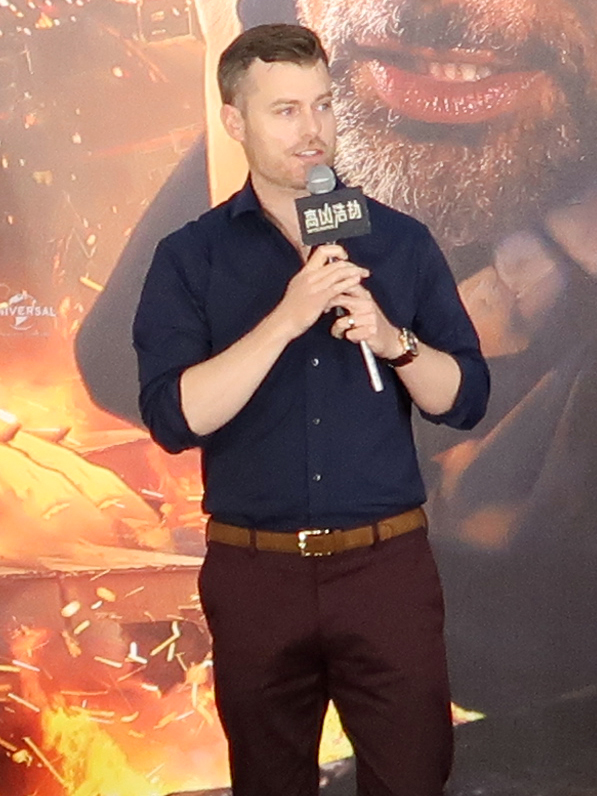
Rawson Marshall Thurber, režisér a scenárista Red Notice.

Společnost Universal původně plánovala uvedení filmu 12. června 2020, ale termín byl posunut o pět měsíců na 13. listopadu 2020. Netflix převzal práva 8. července 2019 a přesunul film na nespecifikované datum v roce 2021. Jako součást videa a dopisu akcionářům v dubnu 2021 Ted Sarandos potvrdil, že film bude mít premiéru někdy v 4. čtvrtletí 2021. Film byl kvůli Covidu-19 omezeně uveden do kin 5. listopadu 2021 a o týden později digitálně na platformě Netflix.

## Pokračování
V srpnu 2020 se objevily zprávy, že Netflix usiluje o pokračování Red Notice. V listopadu 2021 producent Hiram Garcia oznámil, že existují předběžné plány na pokračování a uvedl, že Thurber oficiálně nabídl pokračování a že všichni zúčastnění byli ohledně jeho vývoje optimističtí, a zároveň oznámil, že jim Netflix oficiálně řekl, že má zájem v pokračování filmová série. Producent později zmínil, že potenciální pokračování bude zahrnovat trio zapojených do dalších loupeží po celém světě, přičemž znovu potvrdil, že jeho vývoj závisí na přijetí prvního filmu.
Johnson oslavil pozitivní přijetí Red Notice na svých sociálních sítích, když řekl, že „ještě přijde“. Thurber později řekl, že pokud bude mít pokračování zelenou barvu, má v úmyslu natočit dvě pokračování zároveň. V prosinci 2021 Hiram Garcia znovu diskutoval o plánech na pokračování a uvedl, že konec Red Notice umožňuje příběh rozvinout.
V lednu 2022 bylo oznámeno, že obě pokračování jsou oficiálně ve vývoji a budou natočeny společně. Thurber bude opět sloužit jako scenárista a režisér, zatímco Johnson, Reynolds a Gadotová si zopakují své role. Jako producenti se vrátí Johnson, Hiram Garcia, Dany Garcia, Thurber a Beau Flynn. Filmy bude opět distribuovat Netflix.